# Bocchi the Rock!
Bocchi the Rock! (jap. ぼっち・ざ・ろっく! Botchi za rokku!) – czteropanelowa manga autorstwa Aki Hamaji, publikowana na łamach magazynu „Manga Time Kirara Max” wydawnictwa Hōbunsha od grudnia 2017. Na jej podstawie studio CloverWorks wyprodukowało serial anime, który emitowano od października do grudnia 2022. Zapowiedziano powstanie drugiego sezonu.

## Fabuła
Hitori Gotō, licealistka grająca na gitarze, od zawsze marzyła o dołączeniu do zespołu, ale nie jest w stanie tego zrobić, ponieważ nie jest dobra w kontaktach z ludźmi. Pewnego dnia spotyka jednak Nijikę Ijichi, perkusistkę, która desperacko poszukuje gitarzystki, w wyniku czego Hitori dołącza do zespołu Kessoku Band i rozpoczyna działalność muzyczną wraz z innymi członkami, w tym Ryō Yamadą i Ikuyo Kitą.

## Bohaterowie

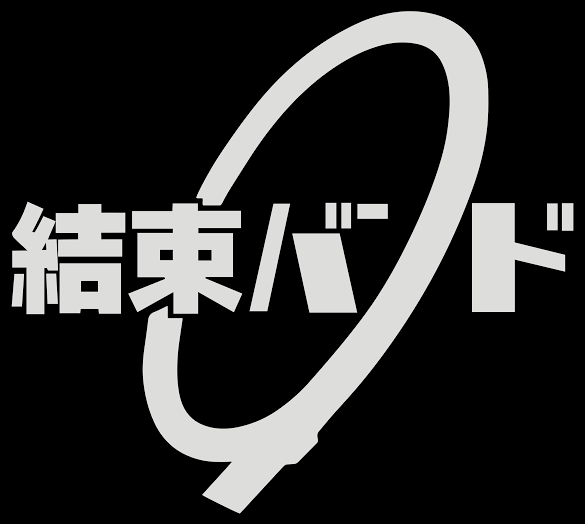
Logo Kessoku Band

Nazwiska bohaterek serii pochodzą od nazwisk członków prawdziwego zespołu j-rockowego, Asian Kung-Fu Generation, przy czym ich instrumenty również się pokrywają (na przykład Yamada z obu zespołów gra na basie). Jednak role gitarzystów są zamienione – Bocchi gra na gitarze prowadzącej, podczas gdy Masafumi Gotō grał na rytmicznej, a Ikuyo Kita gra na rytmicznej, podczas gdy Kensuke Kita był gitarzystą prowadzącym..
- Hitori Gotō (jap. 後藤 ひとり Gotō Hitori)

Seiyū: Yoshino Aoyama 
Główna protagonistka i gitarzystka prowadząca zespołu Kessoku Band. Skrajna introwertyczka, która ma trudności z większością interakcji społecznych. Zainspirowana przez swojego ojca, nauczyła się grać na gitarze w pierwszej klasie gimnazjum, myśląc, że pomoże jej to zdobyć przyjaciół. Mimo że osiągnęła niesamowity poziom gry na gitarze i zdobyła małą bazę fanów w internecie (pod pseudonimem „guitarhero”), nadal miała trudności z nawiązywaniem znajomości – aż do momentu, gdy została wciągnięta do gry w Kessoku Band. Od tego czasu Hitori zdobyła kilka przyjaciółek i uczy się, jak wchodzić w interakcje z innymi ludźmi. Zazwyczaj nosi różowy dres, który zakłada nawet na szkolny mundurek. Jej nazwisko pochodzi od Masafumiego Gotō. Jej pseudonim Bocchi nawiązuje do wyrażenia „hitori bocchi” (jap. 一人ぼっち), które oznacza bycie samotnym. Gra na gitarze elektrycznej Gibson Les Paul Custom, a później kupuje elektryczną gitarę Yamaha Pacifica.
- Nijika Ijichi (jap. 伊地知 虹夏 Ijichi Nijika)

Seiyū: Sayumi Suzushiro 
Perkusistka i liderka Kessoku Band. Jej starsza siostra, Seika, prowadzi klub muzyczny, w którym często występują. Nijika podziwia Seikę, ponieważ straciły matkę w młodym wieku, a ich ojciec zniknął. Jest bardzo miła, radosna, przyjazna i towarzyska – to ona trzyma grupę razem i najbardziej pomaga Bocchi w radzeniu sobie z lękiem społecznym. Jej nazwisko pochodzi od Kiyoshiego Ijichiego. Gra na perkusji Tama Imperialstar.
- Ryō Yamada (jap. 山田 リョウ Yamada Ryō)

Seiyū: Saku Mizuno 
Powściągliwa, cicha i psotna basistka Kessoku Band, która ma chłodną postawę i androgyniczny wygląd, do tego stopnia, że czasami przyciąga inne dziewczyny (w tym Kitę) bez żadnych intencji. Często wydaje całe kieszonkowe na nowy sprzęt muzyczny, przez co zostaje jej bardzo mało pieniędzy na cokolwiek innego – do tego stopnia, że zdarza jej się jeść chwasty, gdy nie ma za co kupić jedzenia. Po rozstaniu ze swoim poprzednim zespołem z powodu różnic artystycznych została przekonana przez Nijikę do założenia nowego. Jej nazwisko pochodzi od Takahiro Yamady. Gra na gitarze basowej Fender Precision.
- Ikuyo Kita (jap. 喜多 郁代 Kita Ikuyo)

Seiyū: Ikumi Hasegawa 
Wokalistka i gitarzystka rytmiczna Kessoku Band, uczęszczająca do tego samego liceum co Hitori. W przeciwieństwie do niej jest radosną, charyzmatyczną ekstrawertyczką z aktywnym życiem towarzyskim – do tego stopnia, że jej ekstrawersja czasem przytłacza innych. Początkowo dołączyła do Kessoku Band, aby zbliżyć się do Ryo, w której się podkochiwała, ale uciekła po skłamaniu na temat swoich umiejętności gry na gitarze. Z pomocą Bocchi staje się przyzwoitą gitarzystką i ostatecznie obejmuje rolę drugiej gitarzystki oraz głównej wokalistki zespołu. Nazywa siebie „Kita Kita” ze względu na silną niechęć do swojego imienia, co sprawia, że wpada w panikę podobną do tych, które przeżywa Bocchi, gdy ktoś wspomina jej imię. Jej nazwisko pochodzi od Kensuke Kity. Gra na gitarze elektrycznej Gibson Les Paul Junior Doublecut.

## Manga
Manga Bocchi the Rock! po raz pierwszy ukazała się 19 grudnia 2017 w magazynie „Manga Time Kirara Max” jako praca gościnna. Pełna publikacja serii rozpoczęła się w tym samym magazynie 19 marca 2018. Następnie wydawnictwo Hōbunsha rozpoczęło zbieranie rozdziałów do wydań w formacie tankōbon, których pierwszy tom ukazał się 27 lutego 2019. Według stanu na 25 października 2024, do tej pory wydano 7 tomów.
W Ameryce Północnej seria jest wydawana przez Yen Press, natomiast w Polsce prawa do dystrybucji nabyło Studio JG.
| Nr | Język japoński       | Język japoński         | Język polski  | Język polski |
| Nr | Data wydania         | ISBN                   | Data wydania  | ISBN         |
| -- | -------------------- | ---------------------- | ------------- | ------------ |
| 1  | 27 lutego 2019       | ISBN 978-4-8322-7072-5 | listopad 2025 |              |
| 2  | 27 lutego 2020       | ISBN 978-4-8322-7170-8 | —             |              |
| 3  | 25 lutego 2021       | ISBN 978-4-8322-7252-1 | —             |              |
| 4  | 26 sierpnia 2022     | ISBN 978-4-8322-7388-7 | —             |              |
| 5  | 26 listopada 2022    | ISBN 978-4-8322-7419-8 | —             |              |
| 6  | 25 sierpnia 2023     | ISBN 978-4-8322-7477-8 | —             |              |
| 7  | 25 października 2024 | ISBN 978-4-8322-9581-0 | —             |              |

### Spin-off
Spin-off zilustrowany przez Kumichou, zatytułowany Bocchi the Rock! Gaiden: Hiroi Kikuri no fukazake nikki, ukazuje się w serwisie „Comic Fuz” wydawnictwa Hōbunsha od 9 lipca 2023. Jego główną bohaterką jest Kikuri Hiroi.
| Nr | Data wydania (język japoński) | ISBN (język japoński)  |
| -- | ----------------------------- | ---------------------- |
| 1  | 1 lutego 2024                 | ISBN 978-4-8322-0365-5 |
| 2  | 1 kwietnia 2024               | ISBN 978-4-8322-0387-7 |
| 3  | 25 października 2024          | ISBN 978-4-8322-0449-2 |
| 4  | 27 lutego 2025                | ISBN 978-4-8322-0481-2 |

## Anime
Adaptacja w formie telewizyjnego serialu anime została zapowiedziana 18 lutego 2021. Została wyprodukowana przez studio CloverWorks i wyreżyserowana przez Keiichirō Saitō, wraz z Yūsuke Yamamoto jako asystentem. Scenariusz napisała Erika Yoshida, postacie zaprojektował Kerorira, muzykę zaś skomponował Tomoki Kikuya. Anime emitowano od 9 października do 25 grudnia 2022 w Tokyo MX i innych stacjach. Prawa do dystrybucji serii poza Azją zakupił Crunchyroll.
21 maja 2023 ogłoszono powstanie filmu kompilacyjnego. Został on podzielony na dwie części. W listopadzie 2023 ujawniono, że obie części będą zatytułowane odpowiednio „Re:” i „Re: Re:”. Premiera pierwszej części odbyła się 7 czerwca 2024, natomiast druga została wydana 9 sierpnia tego samego roku.
Drugi sezon został zapowiedziany podczas wydarzenia na żywo „We Will B” 15 lutego 2025. Za reżyserię będzie odpowiadać Yūsuke Yamamoto, podczas gdy Keimon Oda będzie pełnił funkcję projektanta postaci wraz z Kerorirą.

### Lista odcinków
| №  | Tytuł                                                         | Reżyseria          | Premiera             |
| -- | ------------------------------------------------------------- | ------------------ | -------------------- |
| 1  | Lonely Rolling Bocchi Korogaru botchi (転がるぼっち)          | Keiichirō Saitō    | 9 października 2022  |
| 2  | See You Tomorrow Mata ashita (また明日)                       | Yoshiyuki Fujiwara | 16 października 2022 |
| 3  | Be Right There Hase sanzu (馳せサンズ)                        | Yūsuke Yamamoto    | 23 października 2022 |
| 4  | Jumping Girl(s) Janpingu gāru(zu) (ジャンピングガール(ズ))    | Nobuhide Kariya    | 30 października 2022 |
| 5  | Flightless Fish Tobenai sakana (飛べない魚)                   | Yūsuke Kawakami    | 6 listopada 2022     |
| 6  | Eight Views Hakkei (八景)                                     | Yoshiyuki Fujiwara | 13 listopada 2022    |
| 7  | To Your House Kimi no uchi made (君の家まで)                  | Keisuke Shinohara  | 20 listopada 2022    |
| 8  | Bocchi the Rock Botchi za rokku (ぼっち・ざ・ろっく)          | Takeshi Seo        | 27 listopada 2022    |
| 9  | Enoshima Escar Enoshima esukā (江ノ島エスカー)                | Yoshihiro Hiramine | 4 grudnia 2022       |
| 10 | After Dark Afutā dāku (アフターダーク)                        | Yūsuke Kawakami    | 11 grudnia 2022      |
| 11 | Duodecimal Sunset Jūnishinhō no yūkei (十二進法の夕景)        | Yūsuke Yamamoto    | 18 grudnia 2022      |
| 12 | Morning Light Falls on You Kimi ni asa ga furu (君に朝が降る) | Keiichirō Saitō    | 25 grudnia 2022      |

## Odbiór
W 2019 seria zajęła 8. miejsce w konkursie Next Manga Award w kategorii najlepsza manga drukowana.